# Crash bandicoot (especie)
Crash bandicoot es una especie de mamíferos marsupiales del género extinto Crash, un grupo de peramélidos cuyos fósiles se encontraron en 2014 en Riversleigh, al noreste de Australia, un yacimiento declarado Patrimonio de la Humanidad en 1994. El descubrimiento sostuvo que se extinguieron hace quince millones de años, siendo el récord de antigüedad de su linaje de bandicuts.

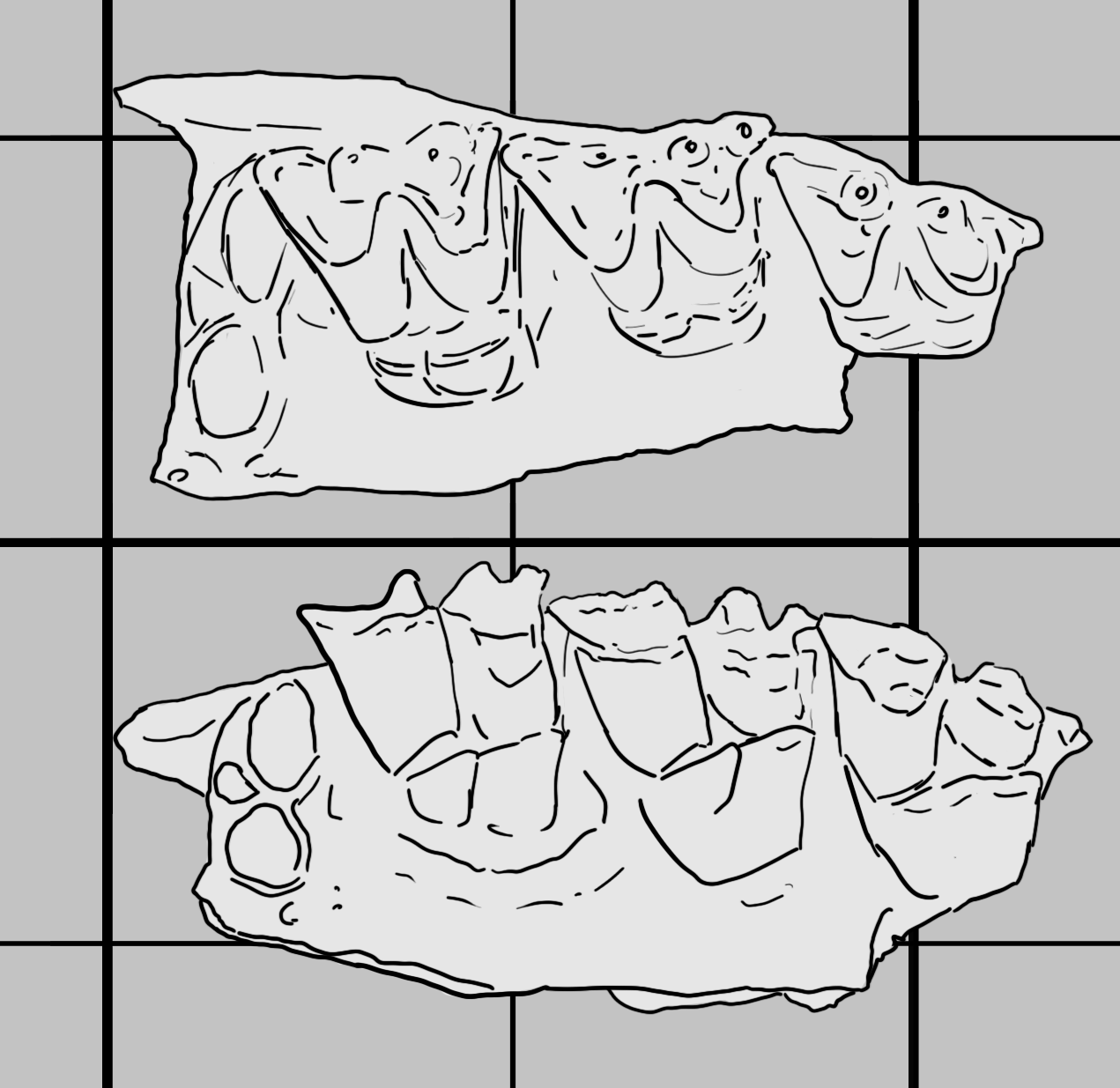
Ilustración del espécimen holotipo

Los paleontólogos K.J. Travoullion, Mike Archer y Karen H. Black distinguieron este fósil de los de otros géneros por las diferencias en su dentición. Recibió el nombre de Crash bandicoot, sin necesidad de regresar a las raíces griegas o latinas, en homenaje a Crash, protagonista de la famosa saga de videojuegos Crash Bandicoot, que también es un bandicut, y también «Crash» debido a la aparición inesperada de un bandicut en un estrato geológico del Mioceno y en un entorno entonces árido, que podría indicar que a partir de esta especie otros bandicuts colonizaron hábitats similares.